# جين شين
جين شين (بالصينية: 金鑫) (4 سبتمبر 1991 في الصين - ) هو لاعب كرة قدم صيني في مركز الدفاع.

## وصلات خارجية
- جين شين على موقع قاعدة بيانات كرة القدم.إي يو (الإنجليزية)